# Sólveig Anspach
Sólveig Anspach (Heimaey, 8 dicembre 1960 – Réauville, 7 agosto 2015) è stata una regista e sceneggiatrice islandese.
Aveva nazionalità statunitense-islandese ed era diplomata presso La Fémis a Parigi.
Nel 2016 è stato creato in Islanda il premio Sólveig-Anspach per ricompensare le opere prime di cortometraggi di giovani donne di nazionalità francese, islandese o di un paese francofono.
Nel 2017 ha ricevuto, a titolo postumo, il Premio César per la migliore sceneggiatura originale per L'effetto acquatico - Un colpo di fulmine a prima svista (L'Effet aquatique).
Nel luglio 2022, Creazione del Premio del Pubblico lungometraggio Sólveig Anspach, al Festival dei Ciné-Rencontres de Prades 2022 - Francia - Pirenei Orientali; questo premio, assegnato dal pubblico, gratifica un lungometraggio europeo (1º o 2º film): «Con la creazione di questo premio, noi ci auguriamo di evocare il talento di narratrice di Sólveig Anspach, il suo amore per il cinema e la sua luminosa personalità.»
Il Premio del Pubblico lungometraggio Sólveig Anspach 2022 è stato assegnato al film Wet Sand di Elene Naveriani - Georgia – 2021.

## Biografia

### Gioventù
Suo padre, Gerald Anspach, fuggì con la sua famiglia alla Germania nazista, rifugiandosi negli Stati Uniti d'America. A 18 anni si arruolò nelle Forze Armate degli Stati Uniti d'America e partecipò allo sbarco in Normandia: fu così che divenne americano. L'esercito gli propose allora due anni di studi pagati: egli scelse le Belle Arti di Parigi, e fu là che incontrò Högna Sigurðardóttir, venuta dalle Isole Vestmann per studiare architettura, e che sarà la prima donna architetto d'Islanda. La coppia ebbe due figlie: Sólveig, nata nel 1960, e Thorunn.
Nata in Islanda, Sólveig Anspach studiò a Parigi psicologia. Dopo tre tentativi, entrò infine a La Fémis nella sezione regia, nel 1990.

### Carriera
Negli anni 1990, Sólveig Anspach s'installò a Seine-Saint-Denis, al confine tra Montreuil e Bagnolet, quartiere che a lei piaceva particolarmente per la sua diversità.
Nel 1994, quando era rimasta incinta per la prima volta, fu colpita da un cancro al seno. Si batté contro la malattia, sopravvisse, diede la nascita a una figlia, Clara e realizzò il suo primo lungometraggio, che racconta la sua storia, Haut les cœurs !.
Nel 2001, ottenne il premio François-Chalais per il film Made in the USA, un documentario sulla pena di morte negli Stati Uniti d'America, selezionato per la Quinzaine des réalisateurs a Cannes. Da Les Inrocks, ella fece per questo documentario un vero lavoro di cineasta.
Stormy Weather è nella selezione Un certain regard del Festival di Cannes 2003. In questo film, Sólveig Anspach offre due «ruoli sconvolgenti» a Élodie Bouchez e Didda Jónsdóttir. È con quest'ultimo l'inizio di una collaborazione proseguita in Skrapp út (2007), Queen of Montreuil (2012) e L'Effet aquatique (2015).
Nel 2008, girò per France 2 il telefilm Louise Michel, con Sylvie Testud nel ruolo di cui al titolo.
Con Lulu femme nue, nel 2013, Sólveig Anspach ritrovò Karin Viard (attrice principale del suo primo film Haut les cœurs !) e le offrì una «lâcher-prise commovente». Queste rimpatriate illustrano la fedeltà degli attori alla regista, come le sue quattro collaborazioni con Didda Jónsdóttir o quelle con Ingvar E. Sigurðsson (Stormy Weather, Skrapp út e L'Effet aquatique), Julien Cottereau (Haut les cœurs ! e Skrapp út), Samir Guesmi (Queen of Montreuil e L'Effet aquatique) e Florence Loiret-Caille (Queen of Montreuil e L'Effet aquatique).
Nel 2015, Sólveig Anspach girò L'effetto acquatico - Un colpo di fulmine a prima svista tra l'Islanda e Montreuil, ultima opera della sua "trilogia squattrinata" (i primi due erano stati Back Soon e Queen of Montreuil) con Samir Guesmi, Florence Loiret-Caille, Philippe Rebbot, Didda Jonsdottir, Esteban e tutti i suoi attori feticcio. Qualche mese dopo le riprese venne ospedalizzata.

### Morte
Morì il 7 agosto 2015, all'età di 54 anni a Réauville, nella Drôme, a seguito di una recidiva del cancro al seno, quello stesso che lei aveva affrontato nel suo principale successo, il film autobiografico Haut les cœurs !.

## Riconoscimenti
Ottenne il Premio César 2017 per la miglior sceneggiatura con l'L'effetto acquatico a titolo postumo.
Nel 2018 fu inaugurato il collège Sólveig Anspach a Montreuil (ove lei aveva vissuto tutta la sua vita da adulta), a pochi metri da casa sua.
Nel 2022 è uscito il film Les Jeunes Amants, girato da Carine Tardieu, che s'ispira a uno scenario che Sólveig Anspach non aveva avuto il tempo di girare a causa della sua malattia.

## Filmografia

### Documentari
- 1988 : La Tire
- 1989 : Par amour
- 1990 : Les Îles Vestmannaeyar
- 1991 : Kjalvegur
- 1992 : Sandrine à Paris
- 1995 : Bistrik, Sarajevo
- 1997 : Barbara, tu n'es pas coupable
- 1998 : Que personne ne bouge !
- 2001 : Made in the USA
- 2001 : Reykjavik, des elfes dans la ville
- 2002 : La Revue : Deschamps / Makaeïeff
- 2004 : Faux Tableaux dans vrais paysages islandais
- 2005 : Le Secret
- 2006 : Manon, Montreuil-sous-Bois, France
- 2006 : Didda, Reykyavik, Islande

### Cinema
- 1999 : Haut les cœurs !
- 2003 : Stormy Weather
- 2006 : Les Européens - episodio Jane by the Sea
- 2007 : Skrapp út (Back Soon)
- 2010 : Anne et les tremblements (cortometraggio)
- 2013 : Queen of Montreuil
- 2013 : Lulu femme nue (produzione 2012)
- 2016 : L'effetto acquatico - Un colpo di fulmine a prima svista (L'Effet aquatique) (produzione 2015)[14]

### Televisione
- 2010 : Louise Michel (telefilm)

## Nominatione riconoscimenti

### Nomination
- Premi César 2000 : Miglior primo film per Haut les cœurs !
- Festival di Cannes 1999 : selezione Quinzaine des réalisateurs per Haut les Coeurs !
- Festival di Cannes 2003 : selezione Un certain regard per Stormy Weather
- Toronto Film Festival 2003 per Stormy Weather
- César del cinema 2015 : Miglior adattamento per Lulu femme nue
- Premi César 2015 : Miglior attrice non protagonista per Claude Gensac per Lulu femme nue

### Riconoscimenti
- Premio César per la miglior attrice nel 2000 per Karin Viard in Haut les Coeurs !
- Grand Prix et Prix du Public, Festival France Cinéma, Firenze, Italia per Haut les Coeurs ! nel 1999
- Prix François Chalais, Quindicina dei registi, Festival di Cannes 2001 per Made in the USA
- Variety Price, Locarno Film Festival, Svizzera, per Back Soon, 2008
- Prix de la Jeunesse, Festival del Film Francofono di Tubinga, 2013, Queen of Montreuil
- Prix du Public, Reykjavik Film Festival, 2012, Queen of Montreuil
- Premio César per il miglior scenario originale nel 2017 per L'Effet aquatique a titolo postumo
- Premio SACD, Quindicina dei registi, Festival di Cannes 2016, L'Effet aquatique